# Dōji Morita
Dōji Morita (森田 童子, Morita Dōji), née le 15 janvier 1953 à Tokyo et morte le 24 avril 2018, est une autrice-compositrice-interprète japonaise. 
Son vrai nom est inconnu. Son nom de scène, Dōji Morita, vient de Fuefuki Dōji (garçon joueur de flûte),,.

## Biographie
Née le 15 janvier 1953 à Tokyo (selon certaines sources, elle serait née le 15 janvier 1952 à Aomori), Morita a quitté son lycée en 1970. 
Elle a sorti 7 albums et 4 singles jusqu'en 1983, puis a terminé sa carrière de musicienne. 
En 1983, après un dernier concert à Tokyo, elle disparait du monde public à 30 ans. 
En 2018 la famille de l'artiste contacte la JASRAC pour signaler sa mort d'une attaque cardiaque à 65 ans, le 24 avril.

## Discographie

### Albums
|      | Album, | Date de sortie           | Label          | Format              |
| ---- | --- | ------------------------ | -------------- | ------------------- |
| 1re  | Goodbye (グッドバイ) | 21 novembre 1975         | Polydor        | Disque LP, Cassette |
| 2e   | Mother sky - Kimi wa kanashimi no aoi sora wo hitoride toberuka (マザースカイ＝きみは悲しみの青い空をひとりで飛べるか＝) | 21 novembre 1976         | Polydor        | Disque LP, Cassette |
| 3e   | A boy (ア・ボーイ) | 10 décembre 1977         | Polydor        | Disque LP, Cassette |
| Live | Tokyo cathedral Sei Maria daiseidō rokuonban (東京カテドラル聖マリア大聖堂録音盤)                                        | 1er novembre 1978        | Polydor        | Disque LP, Cassette |
| 4e   | Last waltz (ラスト・ワルツ)                                                                                              | 20 novembre 1980         | Warner Pioneer | Disque LP, Cassette |
| Comp | Tomo e no tegami, Morita Dōji jisenshū (友への手紙 森田童子自選集)                                                       | autour sept. - oct. 1981 | Warner Pioneer | Cassette            |
| 5e   | Yasōkyoku (夜想曲) | 20 novembre 1982         | Warner Pioneer | Disque LP Cassette  |
| 6e   | Ookami shōnen, wolf boy (狼少年 wolf boy)                                                                                | 30 novembre 1983         | Warner Pioneer | Disque LP Cassette  |

### Autres albums
Dans le téléfilm de 1993 Kōkō kyōshi (professeur de lycée), la chanson Bokutachi no shippai (Nos erreurs) du deuxième album Mother sky est utilisée comme thème principal.
|      | Album, | Date de sortie | Label              | Format    |
| ---- | --- | -------------- | ------------------ | --------- |
| Comp | Morita Dōji zen-kyokushū (森田童子全曲集)                                                                         | 1978           | Polydor            | Cassette  |
| Comp | Morita Dōji no sekai (森田童子の世界)                                                                             | 1980           | Warner Pioneer     | Disque LP |
| OST  | Eiga Goodbye original sound track (映画『グッドバイ』オリジナルサウンドトラック)                                  | 1989           | Warner Pioneer     | CD        |
| Best | Bokutachi no shippai, Morita Dōji Best collection (ぼくたちの失敗 森田童子ベスト・コレクション)                   | 1993           | Warner Music Japan | CD        |
| Best | Tatoeba boku ga shindara, Morita Dōji Best collection II (たとえばぼくが死んだら 森田童子ベスト・コレクション II) | 1993           | Warner Music Japan | CD        |
| Best | Bokutachi no shippai, Morita Dōji Best collection (ぼくたちの失敗 森田童子ベスト・コレクション)                   | 2013           | EMI Music Japan    | CD        |

### Singles
|     | Album, | Date de sortie   | Label              | Format    |
| --- | --- | ---------------- | ------------------ | --------- |
| 1re | Sayonara, boku no tomodachi / Mabushii natsu (さよならぼくのともだち／まぶしい夏)                              | 21 octobre 1975  | Polydor            | Disque EP |
| 2e  | Bokutachi no shippai / Boku to kankōbasu ni notte-mimasenka (ぼくたちの失敗／ぼくと観光バスに乗ってみませんか) | 21 novembre 1976 | Polydor            | Disque EP |
| 3e  | Celluloid no shōjo / Aoki yo wa (セルロイドの少女／蒼き夜は)                                                   | 1er mars 1978    | Polydor            | Disque EP |
| 4e  | Last waltz / Nanohana akari (ラストワルツ／菜の花あかり)                                                       | 25 janvier 1981  | Warner Pioneer     | Disque EP |
| 5e  | Bokutachi no shippai / Otoko no kuseni naite kureta (ぼくたちの失敗／男のくせに泣いてくれた)                   | 25 janvier 1993  | Warner Music Japan | 8cm CD    |
| 6e  | Tatoeba boku ga shindara / Last waltz (たとえばぼくが死んだら／ラスト・ワルツ)                                 | 10 octobre 1993  | Warner Music Japan | 8cm CD    |
| 7e  | Bokutachi no shippai / Jōryū hannō (ぼくたちの失敗／蒸留反応)                                                  | 5 février 2003   | EMI                | 12cm CD   |